# Front Mission (videojuego)
Front Mission 1st (フロントミッション1st Furonto Misshon firusuto?) (Originalmente nombrado Front Mission (フロントミッション Furonto Misshon?)) es un videojuego de rol táctico producido por G-Craft y publicado por Squaresoft para Super Nintendo el 24 de febrero de 1995. El juego constituye el primer juego de la serie de videojuegos de mechas gigantes Front Mission llamados Wanzers.
Un remake con mejoras respecto al juego original fue lanzado para las consolas WonderSwan Color en 2002, PlayStation en 2003 y Nintendo DS en 2007, estos dos últimos desarrollados y publicados por Square Enix. También se lanzó al mercado una versión para teléfonos móviles. De todas las versiones la única en ser lanzada fuera de Japón fue la versión para Nintendo DS, aunque existe una traducción al inglés para emuladores de Super Nintendo realizada por fanes, y el renombrado a Front Mission 1st solo en Japón para la DS (Renombre proveniente de la entrega de PSX).

## Desarrollo
La empresa desarrolladora G-Craft creó el videojuego el 1995, pero solo usando el arco argumental de OCU. Esta entrega tuvo un parche de traducción al inglés el 2001 por parte de aficionados.
Ya en 2002, se hizo una versión para WonderSwan Color pero perdía en parte la coloración, y en calidad la música y los efectos sonido respecto a la versión original de Super NES.
En 2003, fue rediseñada para PlayStation y renombrada a Front Mission 1st, en donde aparece el arco argumental de USN y 2 personajes, Darril Traubel y Billy Renges, que aparecen en Front Mission 4. Esta entrega será de base para Front Mission 1st de Nintendo DS que salió el 22 de marzo de 2007. 
Otra vez renombrada a Front Mission en Norteamérica, el 23 de octubre de 2007 fue lanzado para Nintendo DS en esa región e introduce el selector de historias, el tutorial, nuevas funciones multiplayer, entre otras adiciones. A diferencia de su contraparte japonesa, el modo historia completa no está disponible, siendo la única entrega que puede elegir bando al comenzar el juego, y USN fue renombrada a UCS. En ambas regiones, la pantalla superior verifica batallas y estado mientras que la táctil muestra el mapa isométrico y funciones adaptadas para su uso en pantalla táctil. Se agregan nuevas armas, partes y personajes de otros juegos de Front Mission, como Griff Burnam y Glen Duval. Además, se encuentran 9 misiones secretas que pueden expandir la historia de otros juegos.